# Liste der Kulturdenkmäler in Rott (Westerwald)
In der Liste der Kulturdenkmäler in Rott sind alle Kulturdenkmäler der rheinland-pfälzischen Ortsgemeinde Rott aufgelistet. Grundlage ist die Denkmalliste des Landes Rheinland-Pfalz (Stand: 4. Mai 2023).

## Einzeldenkmäler
| Bezeichnung         | Lage                                | Baujahr                            | Beschreibung | Bild |
| ------------------- | ----------------------------------- | ---------------------------------- | --- | ---- |
| Wohnhaus            | Hauptstraße 16 Lage                 | Anfang des 19. Jahrhunderts        | stattliches Fachwerkhaus, Anfang des 19. Jahrhunderts | BW   |
| Quereinhaus         | Hauptstraße 53 Lage                 | 18. Jahrhundert                    | zweizoniger Wohnteil eines Fachwerk-Quereinhauses, teilweise massiv, 18. Jahrhundert, im 19. Jahrhundert erweitert                                          | BW   |
| Wohnhaus            | Im Winkel 14 Lage                   | zweite Hälfte des 19. Jahrhunderts | stattliches Fachwerkhaus, teilweise massiv, zweite Hälfte des 19. Jahrhunderts                                                                              | BW   |
| Rittergut Düsternau | östlich von Kloster Ehrenstein Lage | vor 1569                           | ehemaliges Rittergut Düsternau; 1569 genannt, nach mehrmaligen Besitzerwechseln im 19. Jahrhundert verfallen; ehemals Mansarddachbau und mehrere Hofgebäude | BW   |